# Vladimir Soloviov (jurnalist)
Vladimir Rudolfovici Soloviov (n. 20 octombrie 1963, Moscova, RSFS Rusă, URSS) este un propagandist rus, prezentator TV, publicist, actor, cântăreț și persoană publică de origine evreiască, purtător de cuvânt al Kremlinului. Este embru al partidului politic rus „Rusia Unită” . Este renumit pentru declarațiile sale anti-ucrainene și propaganda pro-rusă .
Are proprietăți imobiliare în Italia, precum și certificat de rezidență italiană.
În august 2014, Ucraina l-a inclus în lista de sancțiuni pentru poziția sa față de războiul din estul Ucrainei și anexarea Crimeei de către Rusia. Acesta se afla pe lista persoanelor care reprezintă o amenințare la adresa securității naționale a Ucrainei  (din 25 martie 2022).

## Biografie
Născut pe 20 octombrie 1963 la Moscova într-o familie de evrei.
Tată — Rudolf Naumovici Soloviov, până în 1962 a purtat numele de familie Meninskovskîi, lector de politicoeconomie;
Mama - Inna Solomonovna Soloviova (Șapiro), critică de artă.
Bunicul matern — Solomon Lvovici Șapiro.
A mers în clasa întâi la școala a 72-a din Moscova, lângă casă. Începând din clasa a II-a, a studiat la școala specială de elită Nr 27 cu studiul unui număr de materii în limba engleză, unde au studiat copiii și nepoții membrilor Comitetului Central al PCUS, diplomați și alții.
În 1980 a intrat la Institutul de Oțel și Aliaje din Moscova și în 1986 a absolvit cu diplomă roșie. La același institut, ideologul proiectului Novorusia, Vladislav Surkov, și omul de afaceri apropiat lui Putin, Mihail Fridman, pe care Soloviov îl cunoaște din 1981, au studiat la același institut
A fost membru al Prezidiului Congresului Evreiesc rus.
În 2005, a participat la lucrările congresului mișcării „Nași”, creat de administrația președintelui Federației Ruse, și a predat, de asemenea, membrii acestei mișcări.
În 2012, prin Decretul lui Vladimir Putin este inclus în Consiliul Televiziunii Publice.
La sfârșitul lunii februarie 2014, împreună cu o serie de jurnaliști ruși, personalități publice și politice, a semnat apelul fundației „Noi toți — „Berkut”, creat pentru a sprijini angajații unității speciale ucrainene desființate „Berkut”, care s-a opus cu brutalitate activiștilor de pe Euromaidan .
În 2015, a luat un mare interviu cu președintele Federației Ruse Vladimir Putin, care a fost folosit în filmul de propagandă Președintele.

## Poziție antiucraineană
Programele principale „Duel” și „Duminică seara cu Vladimir Soloviov” pe canalul Rusia-1, „Dimineața cu Vladimir Soloviov și Anna Șafran” pe Vesti FM. În aceste programe, el a recurs în mod repetat la retorica ucrainofobă. În special, el i-a numit pe euromaidani „fasciști” și și-a exprimat opinia că toți dependenții de droguri și prostituate au identitate ucraineană. La „Marșul Adevărului” din 14 aprilie 2014 de la Moscova, a fost desemnat unul dintre câștigătorii minciunilor jurnalistice, alături de Dmitri Kiseliov și Kațiarina Andreieva.

## Scandaluri
La 19 octombrie 2006, a participat la o dezbatere TV ca prezentator între candidații la funcția de șef al districtului orașului Samara Viktor Tarhov și Gheorghi Limanski. În timpul și după difuzare, Tarhov a fost insultat de Soloviov. După aceea, candidatul jignit a intentat un proces de 10 milioane de ruble împotriva jurnalistului. Un an și jumătate mai târziu, instanța de fond a satisfăcut parțial cererea, dispunând încasarea a 70.000 de ruble.
În 2011, Comunitatea Religioasă a Evreilor din Azerbaidjan a trimis o notă de protest conducerii postului de radio „Vesti FM”, precum și Congresului Evreiesc din Rusia, împotriva declarației lui Soloviov despre Republica Azerbaidjan în emisiunea „ Vesti FM"
În februarie 2014, școala Superioară de Economie a perceput menționarea universității ca o insultă în timpul discuției lui Soloviov cu studenții instituției de învățământ. Pe 19 februarie, în emisiunea programului "Contact complet" de la radioul Vesti FM, el a anunțat că "sub auspiciile" facultății de științe politice aplicate din universitate funcționează „grupuri teroriste organizate”, care pregătesc un „Maidan subteran”. Declarația afirmă că universitatea a reacționat negativ atât la declarațiile lui Soloviov, cât și la remarcile studenților, iar încercările de a lega instituția de învățământ de poziția politică a participanților la scandal sunt considerate o provocare acolo..
În iunie 2014, în timp ce se afla în Cambodgia, omul de afaceri Serghei Polonski a intentat un proces la Tribunalul Savelovski din Moscova pentru protecția onoarei și despăgubiri pentru prejudiciul moral în valoare de 200.000.000 de ruble către postul de radio „Vesti FM” și Soloviov pentru difuzarea sa în noiembrie 2013 .
El a provocat scandal în rețelele de socializare insultând un utilizator de Twitter pentru că a întrebat despre valoarea ceasului fiicei sale. Un utilizator al rețelei de socializare cu porecla Neiswestnij a atras atenția asupra unei fotografii cu fiica lui Soloviov publicată de acesta pe Instagram. Pe mâna fetei era un ceas asemănător unui Apple Watch⁠(d), al cărui cost în magazinul oficial ajunge la un milion de ruble.

## Viața personală
Tată a opt copii (din trei soții).
Conform propriilor asigurări, el practica iudaismul.

## Imobiliare, proprietăți străine
Fundația Rusă pentru Combaterea Corupției, condusă de Aleksei Navalnîi, a constatat că Soloviov, pe lângă un apartament într-un cartier de elită din Moscova, cu o suprafață de 160 m² și un cost minim de 13 milioane de ruble, care mai târziu au crescut la 450 m² la un preț de 250 milioane de ruble; are o vilă în Peredelkino cu o suprafață de 1.046 m² și un teren de 60 de acri (estimat la 3.000.000 USD).
Pe lângă propria casă din Rusia, are proprietăți imobiliare în Italia, și anume o vilă cu 3 etaje, cu 16 camere, într-o zonă de stațiune la modă de pe coasta lacului Como în valoare de 4.500.000 euro
Fundația Navalnîi estimează mărimea averii lui Soloviov la minimum un miliard de ruble rusești sau mai mult de 17 milioane de dolari.
În plus, Soloviov are un permis de ședere în Italia, unde locuiește familia sa